# Kanton Lauzun
Der Kanton Lauzun war von 1790 bis 2015 ein französischer Wahlkreis im Arrondissement Marmande, im Département Lot-et-Garonne und in der Region Aquitanien.
Der Kanton wurde am 4. März 1790 im Zuge der Einrichtung der Départements als Teil des damaligen „Distrikts Lauzun“ gegründet. Mit der Gründung der Arrondissements am 17. Februar 1800 wurde der Kanton als Teil des damaligen Arrondissements Marmande neu zugeschnitten.
Siehe auch: Geschichte Lot-et-Garonne und Geschichte Arrondissement Marmande.
Der Kanton umfasste Wahlberechtigte aus folgenden 15 Gemeinden:
| Gemeinde               | Einwohner Jahr | Fläche km² | Bevölkerungsdichte | Code INSEE | Postleitzahl |
| ---------------------- | -------------- | ---------- | ------------------ | ---------- | ------------ |
| Agnac                  | 475 (2013)     | 13,84      | 34 Einw./km²       | 47003      | 47800        |
| Allemans-du-Dropt      | 502 (2013)     | 6,4        | 78 Einw./km²       | 47005      | 47800        |
| Armillac               | 197 (2013)     | 7,77       | 25 Einw./km²       | 47014      | 47800        |
| Bourgougnague          | 260 (2013)     | 11,73      | 22 Einw./km²       | 47035      | 47410        |
| Laperche               | 137 (2013)     | 8,42       | 16 Einw./km²       | 47136      | 47800        |
| Lauzun                 | 706 (2013)     | 24,09      | 29 Einw./km²       | 47142      | 47410        |
| Lavergne               | 599 (2013)     | 19,96      | 30 Einw./km²       | 47144      | 47800        |
| Miramont-de-Guyenne    | 3228 (2013)    | 16,66      | 194 Einw./km²      | 47168      | 47800        |
| Montignac-de-Lauzun    | 269 (2013)     | 20,46      | 13 Einw./km²       | 47188      | 47800        |
| Peyrière               | 288 (2013)     | 8,14       | 35 Einw./km²       | 47204      | 47350        |
| Puysserampion          | 280 (2013)     | 10,72      | 26 Einw./km²       | 47218      | 47800        |
| Roumagne               | 558 (2013)     | 10,54      | 53 Einw./km²       | 47226      | 47800        |
| Saint-Colomb-de-Lauzun | 510 (2013)     | 23,19      | 22 Einw./km²       | 47235      | 47410        |
| Saint-Pardoux-Isaac    | 1183 (2013)    | 7,26       | 163 Einw./km²      | 47264      | 47800        |
| Ségalas                | 168 (2013)     | 12,84      | 13 Einw./km²       | 47296      | 47410        |